# Corymorphidae
Corymorphidae is een familie van neteldieren uit de klasse van de Hydrozoa (hydroïdpoliepen). 

## Geslachten
- Branchiocerianthus Mark, 1898
- Corymorpha M. Sars, 1835
- Euphysa Forbes, 1848
- Gymnogonos Bonnevie, 1898
- Hataia Hirai & Yamada, 1965
- Octovannuccia Xu, Huang & Lin, 2010
- Paraeuphysilla Xu, Huang & Go, 2011
- Paragotoea Kramp, 1942
- Pinushydra Bouillon & Grohmann, 1990
- Siphonohydra Salvini-Plawen, 1966